# Camponotus acvapimensis
Camponotus acvapimensis är en myrart som beskrevs av Mayr 1862. Camponotus acvapimensis ingår i släktet hästmyror, och familjen myror. Inga underarter finns listade.